# Сой (кратер)
Сой (лат. Soi) — 78-километровый ударный кратер, находящийся на самом большом спутнике Сатурна — Титане. Является седьмым по величине (на апрель 2015 года) ударным кратером на Титане, а также кратером с самым плоским и ровным дном на Титане.

## География и геология
Координаты кратера — 24°18′ с. ш. 140°54′ з. д. / 24,3° с. ш. 140,9° з. д.. На юго-западе находятся две местности Титана — светлая местность Дильмун, а также тёмная местность Шангри-Ла. К югу от него находится множество факул Титана, а на северо-востоке расположен поток Ары. Имеет необычайно плоское и ровное дно.
К настоящему времени космический аппарат «Кассини», находящийся на орбите Сатурна, исследует поверхность Титана, когда сближается с ним, благодаря этому удалось подтвердить наличие на его поверхности десяти крупных кратеров (на апрель 2015). 
Плотная атмосфера Титана из азота препятствует образованию кратера диаметром меньше 20 км, потому что метеорит во время падения успевает сгореть в атмосфере, так и не достигнув поверхности. В 2007 году было заявлено, что в течение следующих семи лет «Кассини» будет проводить радиолокацию поверхности Титана, и выражена надежда на обнаружение новых кратеров в связи с картографированием около 50 % его поверхности.

## Дно кратера
Существует несколько геологических процессов, которые могли бы объяснить необычно плоское дно кратера Сой. Исследования проводились с использованием радара и инструмента VIMS аппарата «Кассини», наряду со стерео моделированием рельефа и сравнений с другими небесными телами.

### Вязкая релаксация
Вязкая релаксация — один из известных механизмов, который способен изменить топографию и уменьшить глубину кратера на обледенелом спутнике. Кратеры диаметром более 10 км на Ганимеде показывают ряд релаксационных состояний, которые появились из свежих кратеров с более приглушённой топографией и более неровным дном. Однако, учитывая температуру нижней поверхности Титана (-178 °C против -153 °C), вязкие релаксации, по расчётам, на Титане вызывают менее чем 3-процентное изменение рельефа местности для кратеров с диаметров больше 125 км. Сой не показывает каких-либо признаков неровного дна (топография дна варьируется только на ~ 40 м). Тем не менее, трудно полностью исключить вязкую релаксацию, которая могла внести изменения в рельеф любого ударного кратера Титана.

### Жидкостное воздействие
Наличие жидкости на поверхности и в около подповерхностном слое небесного тела также может вызвать сильное изменение формы кратера. Кратеры, образованные в жидкой среде на Земле не имеют какой-либо существенной топографической поверхности, так как слабо консолидированные, водонасыщенные отложения резко падают в кратер вскоре после его образования. Одним из наиболее интригующих аналогов является земной ударный кратер Лаун Хилл в штате Квинсленд, Австралия. Как и кратер Сой, на радиолокационных снимках он имеет яркое кольцо и тёмную внутреннюю часть, но за одним исключением: топография дна варьируется на ~ 20−40 м. Существует, однако, заметная композиционная разница между известняковыми осадками, которые на радарных снимках составляют яркое кольцо и сланцевым каменным основанием, найденным внутри кратера. Если же такой процесс произошел бы на Титане, мы могли бы ожидать подобный композиционный контраст, с богатыми органическими осадками, образующими кольцо и обогащённое льдом каменное основание внутри этого кратера. Наблюдения, выполненные при помощи инструмента VIMS аппарата «Кассини» показывают противоположную тенденцию — богатое льдом кольцо с органическо-богатым интерьером внутри кратера. Таким образом теория о жидкостном воздействии исключается.

### Заполнение дна кратера продуктами изверженийкриовулканов
Морфологически, Сой напоминает некоторые венерианские кратеры, с грубыми и яркими ободами (краями, стенками) на радиолокационных снимках, гладко заполненные тёмной на радиолокационных снимках лавой. Если участки поверхности Титана были бы затоплены почти километром лавы, то можно было бы ожидать, что другие и соседние кратеры будут так же затоплены ею. Ближайший кратер с измеряемой топографией, Афекан, на расстоянии в ~ 2500 км и на ~ 500−700 м более мелок, чем типичный кратер на Ганимеде от его размера (относительная разница ~ 50-60%). Хотя криовулканы, вероятно, будут извергать вещества ледяного состава, органические осадки, смывающие с ободов кратера это вещество, могли бы позже покрыть всю поверхность кратера. Таким образом, мы не можем исключить теорию о заполнение дна кратера продуктом извержения криовулканов в качестве возможного механизма изменения рельефа кратера Сой.

### Заполнение дна кратера углеводородным песком
Предварительное изучение кратеров Титана позволило обнаружить, что распределение кратеров по глубине соответствует способу изменения поверхности, скорость которого постоянна во времени, например, эоловым отложениям. Простые эоловые отложения имеют тенденцию оставлять оправу кратера в значительной степени свободной от отложений, в то время как центр кратера становится наполненный этими отложениями, которые в дальнейшем образуют насыпь параболической формы. Из соотношения между высотой краёв кратера и его диаметром следует, что без изменений высота ободов кратера Сой должна находится между от 0,3 до 1,2 км, что превышает наблюдаемую глубину кратера на 0,24±0,11 км. Спектры поверхности кратера, выполненные при помощи инструмента VIMS также не согласуется с заполнением кратера "коричневым" углеводородным песком, только если этот песок в дальнейшем не был покрыт атмосферными осадками. Таким образом, активные эоловые отложения не могут объяснить топографической профиль кратера Сой, но полностью исключить эту теорию нельзя.

### Заполнение дна кратера речными отложениями
Речная эрозия — определённо важный процесс на Титане, поскольку изображения от космического аппарата «Кассини» показывают насыщенный мир с обширными сетями русел и долин. Моделирование развития марсианских кратеров показывает, что речные изменения заполняют дно кратера, в то время как обод кратера постепенно вымывается. Чтобы определить, в какой степени речные изменения могут изменять глубину кратеров на Титане, исследователи использовали имитационную модель поверхности кратера, взятую на основе кратера на Ганимеде, схожим с кратером Сой в размерах. Они следили за изменением относительной глубины кратера, R=1-d (t=ti)/d(t=0), в течение долгого времени, и вычислили скорость наполнения, которая уменьшается со временем, она выравнивается по R ~ 0,8 — склоны кратера уменьшаются, а область зоны отложений на дне кратера увеличивается. Таким образом, одни речные изменения не способны объяснить топографию дна кратера Сой. Органическое покрытие, наблюдаемое на поверхности кратера, может быть объяснено органическими осадками, которые смываются с окружающего водно-ледяного обода кратера.

## Эпоним
Кратер назван именем Сой — бога мудрости в меланезийский мифологии (о. Новая Ирландия, Папуа — Новая Гвинея). Это название было утверждено Международным астрономическим союзом в 2012 году.